# SLC8B1
SLC8B1‏ (Solute carrier family 8 member B1) هوَ بروتين يُشَفر بواسطة جين SLC8B1 في الإنسان.